# Locomoció per ondulació

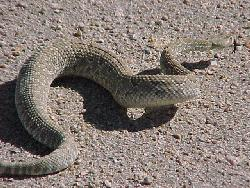
Crotalus scutulatus

La locomoció per ondulació és un tipus de desplaçament caracteritzat per patrons de moviment similars a ones que actuen propulsant l'animal cap endavant. Exemples d'aquesta manera de desplaçar-se inclouen la locomoció de les serps, o la natació de les llampreses. Tot i que és una anadura típica d'animals sense extremitats, algunes criatures amb potes, com les salamandres, opten per no utilitzar les seves cames en certs entorns i adopten la locomoció per ondulació.